# Lennard Busé
Lennard Busé (ook pseudoniem Lennert Busee) is een Belgische componist, zanger en producer. Hij maakt deel uit van de bands Yum en Superdiesel.

## Discografie
Busé heeft een soloproject Lentic maar treedt ook regelmatig op als songschrijver/tekstschrijver voor andere artiesten.
| Artiest         | Titel                                  | Jaar | Credits                     |
| --------------- | -------------------------------------- | ---- | --------------------------- |
| Lentic          | Satellite                              | 2016 | muziek/tekst/producer       |
| Noble Tea       | We Will Rise (At The End Of The World) | 2012 | muziek/tekst                |
| Dennis [BE]     | Be There                               | 2011 | muziek/tekst                |
| Stan Van Samang | Always You                             | 2011 | muziek/tekst (Lennard Busé) |
| Stan Van Samang | Still Alive                            | 2011 | muziek/tekst (Lennard Busé) |
| Stan Van Samang | Brand New Start                        | 2009 | muziek/tekst                |
| Stan Van Samang | Caught In The Middle                   | 2009 | muziek/tekst                |
| Yum             | Dreaming In Colour                     | 2008 | muziek/tekst                |
| Superdiesel     | In stereo                              | 2004 | muziek/tekst                |
| Superdiesel     | Ticket naar de zon                     | 2003 | muziek/tekst                |
| Yum             | Monokid                                | 2002 | muziek/tekst (Yum)          |
| Yum             | Fake                                   | 2001 | muziek/tekst (Yum)          |